# Rudolf A. Hartmann
Rudolf A. Hartmann, eigentlich Rudolf Gniffke (* 19. Januar 1937 in Windsheim; † 16. August 2006 in Zürich) war ein deutscher Opernsänger (Bass/Bariton).

## Leben
Rudolf A. Hartmann war sein Künstlername; sein eigentlicher Name war Rudolf Gniffke.
Er begann seine Ausbildung bereits als Kind mit Violin- und Klavierunterricht. Nach dem Abitur studierte er Jura und anschließend Gesang an der Staatlichen Musikhochschule München, wo er mit Auszeichnung abschloss. Sein erstes Engagement führte ihn als Bassist nach Augsburg. Nach zwei Jahren wechselte er ins Baritonfach und gleichzeitig an die Oper in Nürnberg.
Schließlich wurde er 1972 an das Opernhaus Zürich verpflichtet. Er gehörte dem Ensemble bis zu seiner Pensionierung 2002 an. Hartmann war „ein typischer Ensemblekünstler“ (NZZ), der in Zürich alle wichtigen Rollen seines Fachs, von Fluth über Faninal und Schaunard bis Sharpless verkörperte. Zu den Höhepunkten seines Wirkens zählte die Titelrolle in der schweizerischen Erstaufführung der Oper Jakob Lenz von Wolfgang Rihm.
International bekannt wurde Hartmann durch seine Gestaltung des Beckmesser in Richard Wagners Oper Die Meistersinger von Nürnberg. In dieser Rolle trat er unter anderem auch an der Wiener Staatsoper, der Semperoper in Dresden und der Hamburgischen Staatsoper mit großem Erfolg auf. Er wirkte bei der Einspielung der Meistersinger unter Georg Solti und von Monteverdis Achtem Madrigalbuch unter Nikolaus Harnoncourt mit.
Nach seiner Pensionierung widmete er sich immer wieder mit großem Erfolg der Gestaltung populärer Operettenrollen. So war er noch 2004 in Offenbachs La Grand Duchesse de Gérolstein in Zürich und auch als Baron Zeta in Franz Lehárs Operette Die lustige Witwe zu sehen. Seinen letzten großen Auftritt hatte er 2005 als Zuniga in Bizets Carmen unter Nikolaus Harnoncourt bei den Steirischen Festspielen (Styriarte). Von 1978 bis 2002 war Hartmann außerdem am Zürcher Konservatorium als Lehrbeauftragter tätig.